# Könnyűipar
A könnyűipar több feldolgozóipari ágazat gyűjtőneve, amelyek jellemzően fogyasztási cikkeket és azok alapanyagait állítják elő.

## Az elnevezés eredete
A „könnyűipar” elnevezés eredetére magyarázatot adhat az az angol szakirodalomból vett definíció, amely szerint „…[a könnyűipar] olyan gyártási tevékenységeket foglal magába, amelyek termékei egy darabra vonatkoztatott súlyukhoz képest viszonylag nagy értékűek”. (Ezzel szemben áll a „nehézipar” kifejezés eredetére való utalás: „A nehézipar azokra az iparokra utal, amelyek ’súlyos’ termékeket állítanak elő”.)

## Fogalom meghatározás
Az 1949-től 1980-ig létező Könnyűipari Minisztériumhoz hivatalosan a következő ipari alágazatokat sorolták:
- textilipar,
- textilruházati ipar,
- bőr-, szőrme- és cipőipar,
- papíripar,
- fafeldolgozó ipar,
- nyomdaipar,
- kézmű- és háziipar.

A korabeli iparstatisztika is ezeket az alágazatokat sorolta a könnyűipar ágazatai közé.
A mai iparstatisztika nem ismeri a „könnyűipar” fogalmát. A korábban ide tartozó iparok tevékenységét az Európai Unió irányelveivel összhangban 2008-ban létrehozott gazdasági tevékenységek egységes ágazati osztályozási rendszere (TEÁOR) a feldolgozóipar mint nemzetgazdasági ág körébe sorolja – számos más iparéval együtt –, az alábbiak szerint:
- textília gyártása
- ruházati termékek gyártása
- bőr, bőrtermék, lábbeli gyártása
- fafeldolgozás (kivéve: bútor), fonottáru gyártása
- papír, papírtermék gyártása
- nyomdai és egyéb sokszorosítási tevékenység

A bútorgyártás ma a Máshova nem sorolt feldolgozóipar ágazat körébe tartozik.
Az 1989-ben kezdődött rendszerváltozást követően a hazai szóhasználat a könnyűipar fogalmába a textil-, a ruházati, a textiltisztító ipar, valamint a bőr-, szőrme-, bőrtermékgyártó és cipőipart érti.

## A könnyűipar jellegzetességei
A hagyományos értelemben vett könnyűipar által előállított termékek többnyire viszonylag kis anyag- és nagy munkaigényű gyártmányok. Az egységnyi termékekre számított gyártási költségek viszonylag alacsonyak, mert a felhasznált anyagok egységára viszonylag nem nagy, a szállítási költségek – a kis darabsúly folytán – viszonylag nem nagyok, és mert előállításukhoz nagymértékben alkalmaznak alacsony munkabérért foglalkoztatott munkaerőt (betanított munkásokat). A gyártás – néhány folyamat kivételével – nem jár túl nagy környezetszennyezéssel. Mindezek a jellemvonások általában ellentétesek a nehézipar jellegzetességeivel.

## A könnyűipar mai magyarországi helyzete
A hazai könnyűipar mai helyzete csak az egyes alágzatok helyzetével írható le.
A rendszerváltást követően a korábbi piacok (Szovjetunió, volt szocialista országok) legnagyobb részének elvesztése és az importliberalizáció következtében az addigi állami nagyvállalatok nagy része tönkrement vagy a privatizáció folyamatában sok kis vállalatra esett szét, amelyeknek csak egy része maradt életképes.
Egy 2021-ben készült felmérés szerint – a fentebb ismertetett meghatározás szerint értelmezett, mai – könnyűiparban  mintegy 50 ezer ember dolgozik. Az iparág részesedése a helyi foglalkoztatásban 4 megyében: Vas, Tolna, Szabolcs-Szatmár-Bereg és Jász-Nagykun-Szolnok  megye területén jelentős, az országos érték 3–3,5-szerese.

### Textilipar[11]

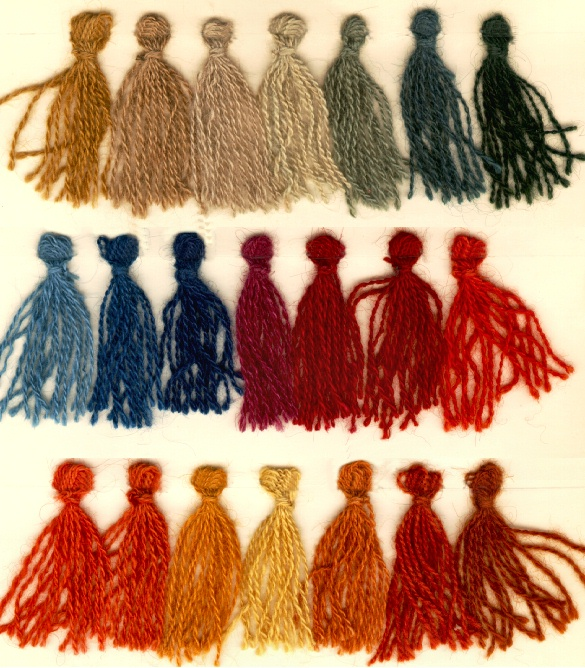

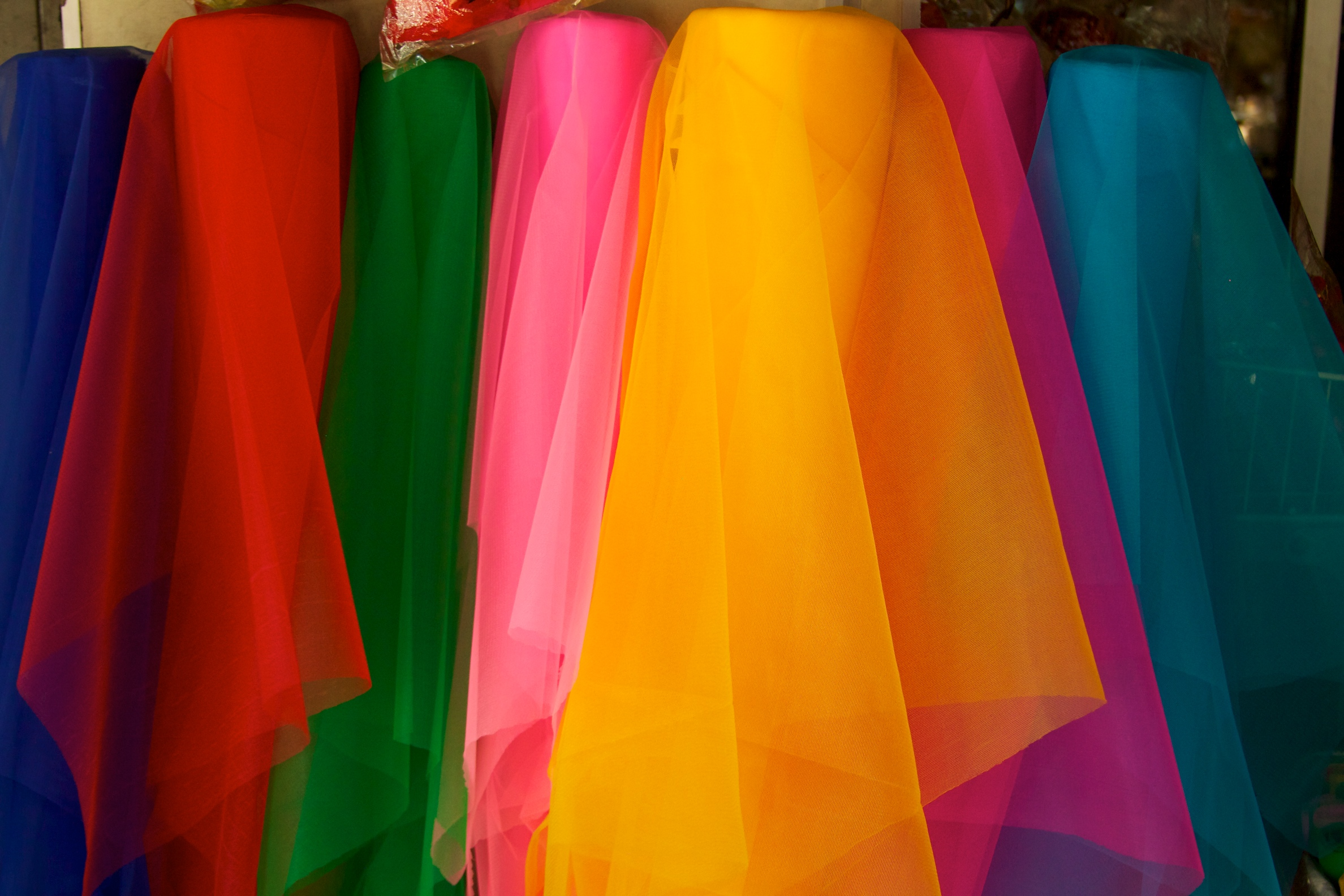

A textilipar fogalomkörébe többféle művelet tartozik: fonalgyártás, kelmegyártás a legkülönbözőbb technológiai eljárásokkal (szövés, kötés, fonatolás, kötélgyártás, nemszőtt kelmék gyártása, szőnyeggyártás, valamint a textilkikészítés minden fajtája). A textilipar állítja elő tehát a ruházati cikkek legnagyobb részének alapanyagát, a lakástextíliákat, a háztartási textíliákat, de termékeit felhasználják műszaki cikkek, sportfelszerelések stb. gyártásában szerkezeti anyagként, az építőiparban, a mezőgazdaságban és még számos egyéb helyen.
Az 1989-90-ben végbement politikai és gazdasági változások következtében a magyar textilipar számára korábban nagyon jelentős szovjet exportpiac megszűnt, a hazai termelésű textiltermékek belföldi fogyasztása pedig – elsősorban az import liberalizációja és a kezdetben igen magas infláció következtében beálló keresletcsökkenés miatt – erősen visszaesett. Ez a nagyvállalatok tönkremenetelét, a textilipar gyors leépülését eredményezte. A korábbi állami vállalatok helyén nagyszámú kisebb gazdasági társaság alakult. Ezek egy része azonban valóban sikeres lett, képes volt gépparkját és technológiáját felújítani, a kornak megfelelő berendezéseket beszerezni, ennek köszönhetően ma is működnek magas műszaki és minőségi színvonalon termelő textilgyárak hazánkban, amelyek termékei az export piacokon is megállják a helyüket. Emellett az alacsony bérszínvonal számos jelentős külföldi textilipari vállalatot is vonzott Magyarországra, amelyek ide telepítették át gyáraikat vagy egyes gyártási lépcsőiket (elsősorban a kelmegyártás területén). Mindezek eredményeként tulajdonképpen számos igen korszerű textilgyár is működik hazánkban, ha részben vagy teljesen külföldi tulajdonban is.

### Textilruházati ipar[11][12]

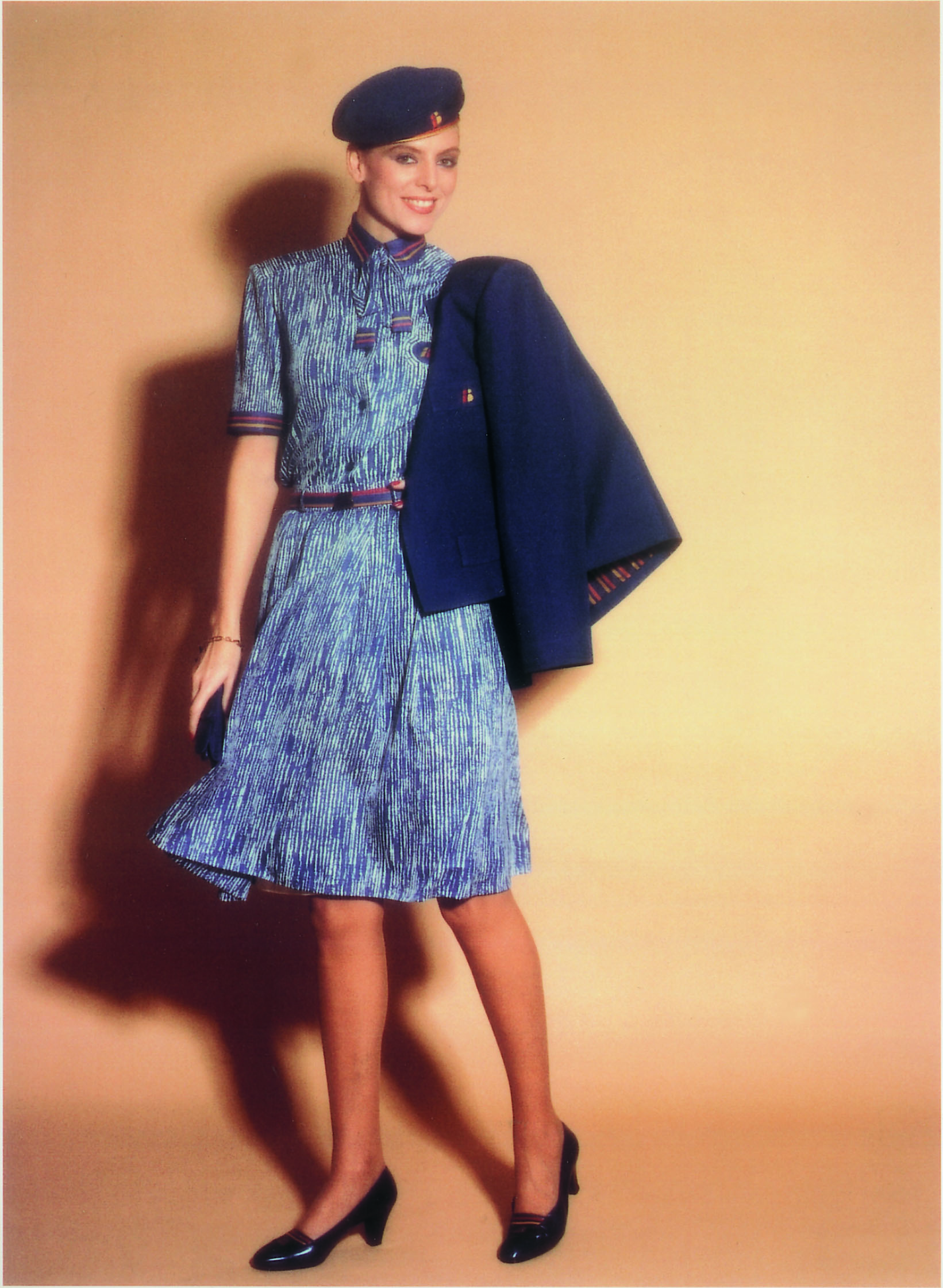

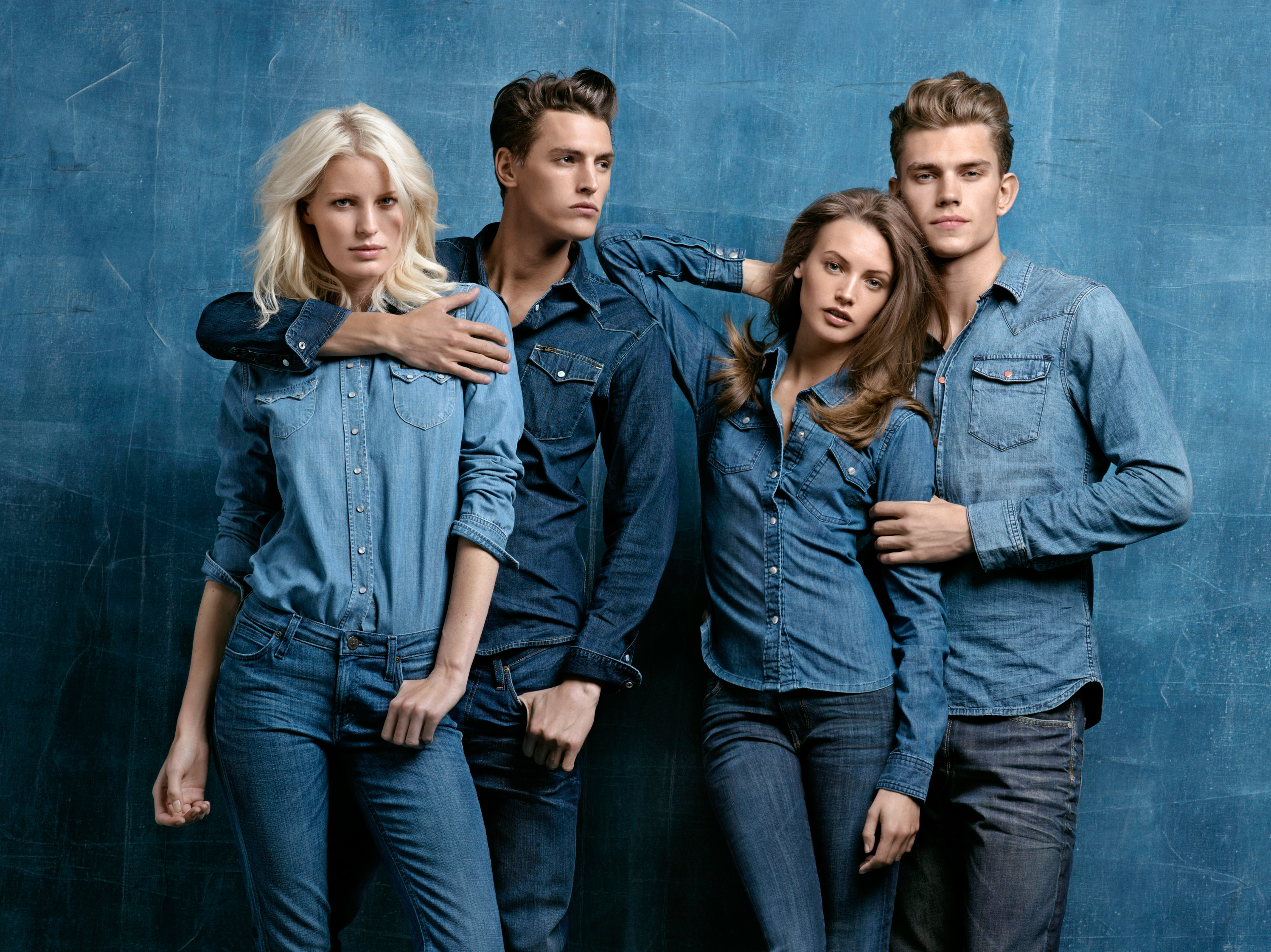

A textilruházati ipar, mint neve is mutatja, textilanyagokból – mint főanyagból – állít elő ruházati termékeket, mindenféle felhasználási célra, a mindennapi használatra szolgáló ruhadaraboktól az alkalmi ruhákon át a munka- és védőruhákig.
A rendszerváltozást követően a nagyvállalatok tönkremenetelét követő privatizáció során a ruhaipar kisebb vállalkozásokra bomlott szét, amelyek egy része életképes volt, más része hamar csődöt mondott. Nagymértékben rontotta a helyzetet a textilipar leépülése. Ennek folytán a ruhaipar hazai alap- és kellékanyagokkal való ellátása lehetetlenné vált, a felhasznált anyagok legnagyobb részét importból kellett és kell beszerezni.
A működő ruhaipari vállalatok részben vagy teljesen magyar magántulajdonban vannak, részben magyar és külföldi cégek vegyesvállalataként működnek. A sikeres cégek zöme bérmunkát végez külföldi megrendelők számára.
A ruhaipar legnagyobb versenytársa a hazai piacon a főleg ázsiai országokból származó importáru és emellett a főleg Nyugat-Európából érkező használtruha-kereskedelem. Mindkét esetben elsősorban a hazai viszonylag magas termelői árak és az importáruk jóval olcsóbb árszintje okozza a gondokat, mindenekelőtt a főleg mindennapi használatra szánt termékek esetében. Azok a hazai vállalkozások, amelyek képesek magas esztétikai és műszaki színvonalú, divatos termékek előállítására, még így is prosperálnak.

### Bőr-, szőrme- és cipőipar[13]

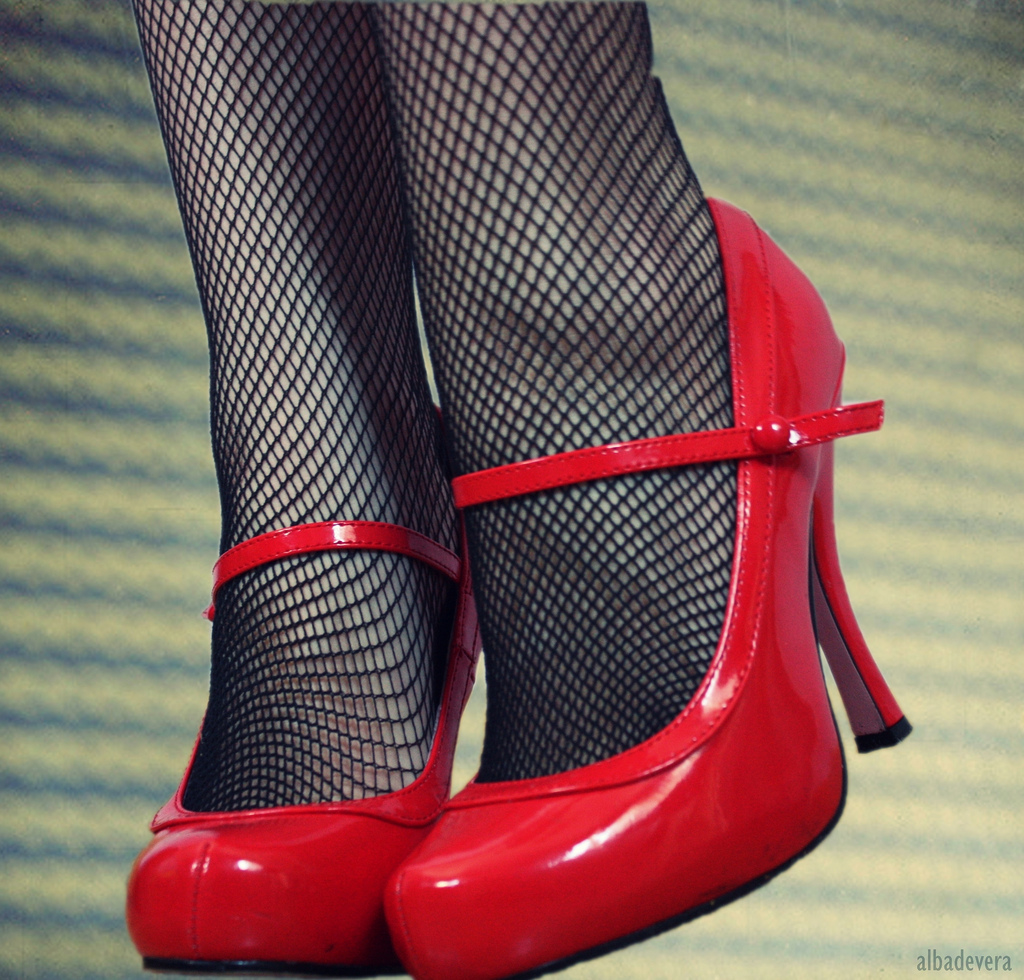

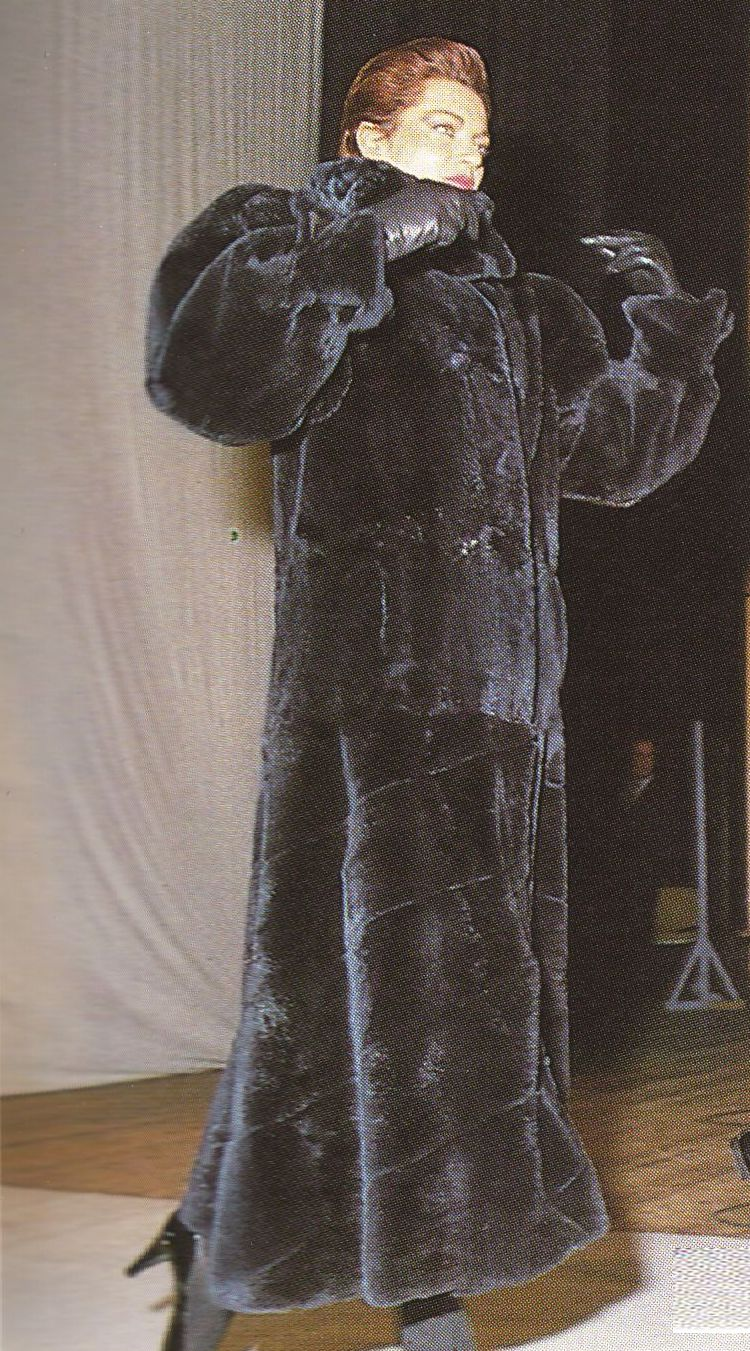

Ebbe az alágazatba a bőr- és szőrmekikészítés, a táskák, szíjak, valamint a lábbelik gyártása tartozik.
Az 1990-es években bekövetkezett változások következtében bőr- és cipőiparban is a fentiekhez hasonló folyamatok játszódtak le. A termelés jelentős mértékben csökkent, a magmaradt vállalkozások elsősorban bérmunkavégzésre tértek át. 1993–1998 között a jelentős mértékű külföldi tőkebeáramlásnak és új piacok megszerzésének köszönhetően ismét fellendült a termelés, ugyanakkor a termékszerkezet jelentős mértékben átalakult: a vállalatok a női lábbelik és a táskák gyártásáról inkább a férfi-lábbelik és az autóüléshuzatok gyártására tértek át. A feldolgozásban a műbőrt inkább a valódi bőr váltotta fel. 1999–2001 között azonban a globalizáció hatására kedvezőtlen tendencia indult meg: a cipőgyártók egyre nehezebb helyzetbe kerültek, mert termékeiket a belföldi piacon mind nagyobb mértékben váltották fel a külföldről behozott termékek. A hazai termelésnek mindössze mintegy 15%-át értékesítik itthon, 85% külföldi piacokra kerül. A vállalatok legnagyobbrészt bérmunkavégzéssel foglalkoznak. A legjobb helyzetben az egészségügyi és munkavédelmi lábbelik, valamint az egyedi és luxus divatcikkek (pl. divatkesztyűk), továbbá a bőrdíszműáruk és az autó-és járműipari üléshuzatok gyártói vannak.
Erősen sújtja az alágazatot a szakemberek hiánya, a szakmai utánpótlás és a továbbképzés rossz helyzete, a munkaerőhiány és az igen alacsony bérszínvonal.
A mintegy 2000 hazai bőr- és cipőipari vállalkozás összesen kb. 10 000 embert foglalkoztat. A vállalkozások zöme kis- és középvállalat.

### Faipar[14]

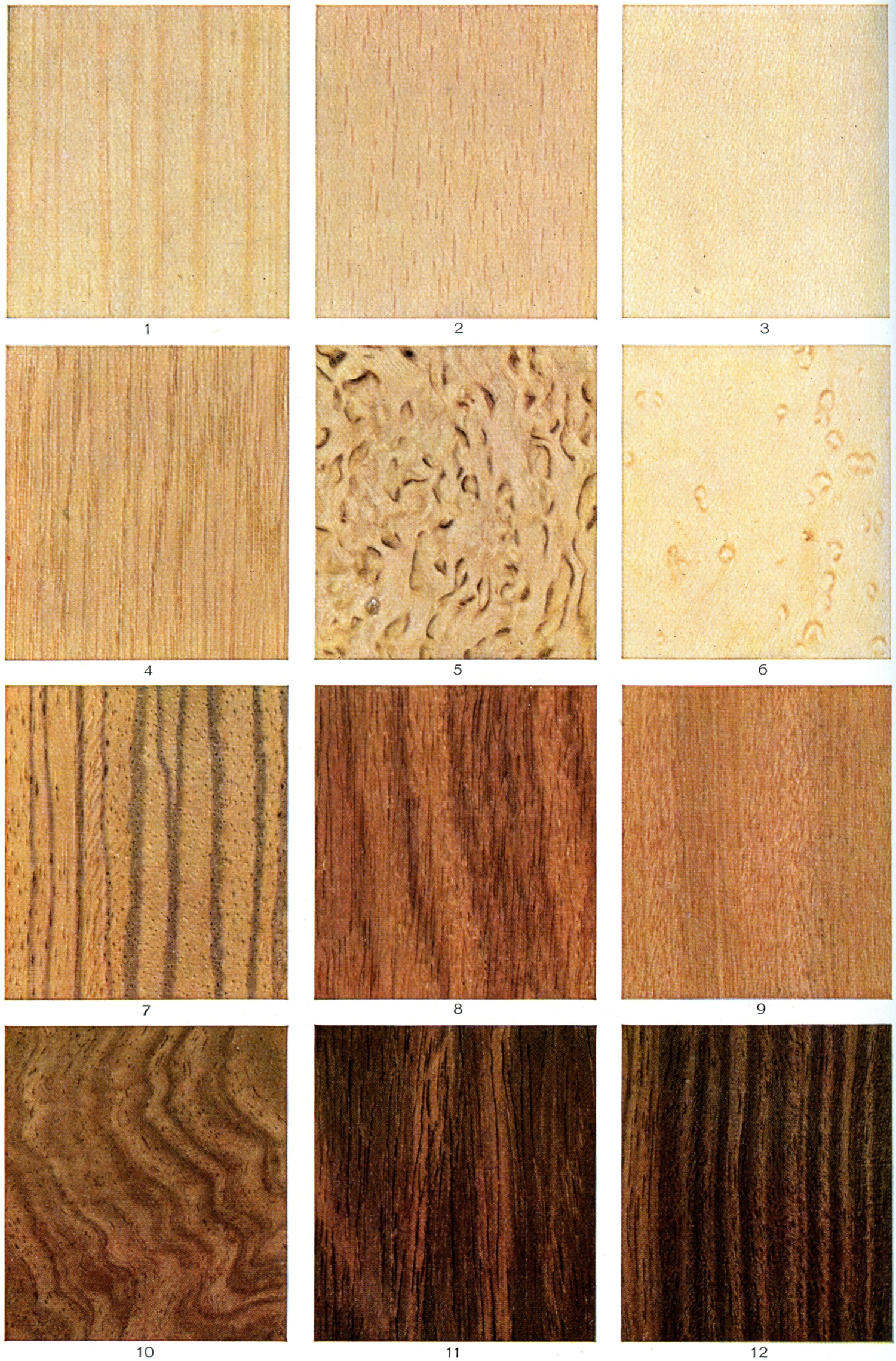

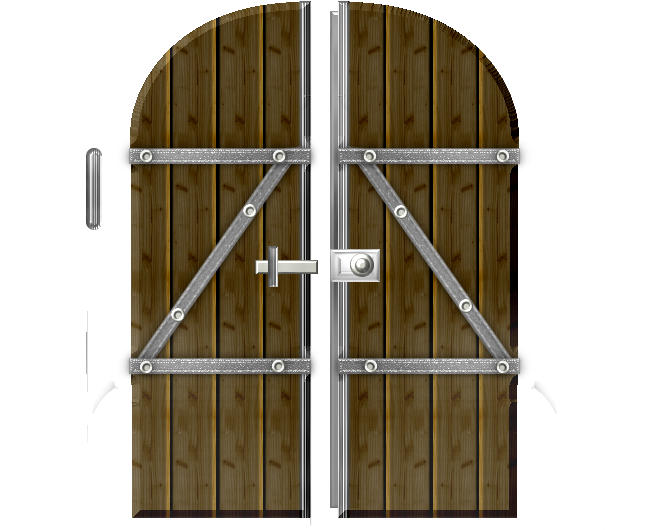

A faipar fogalma a falemezgyártást, a parkettagyártást, az épületasztalos-ipari termékek, a tároló fatermékek és az egyéb fa-, parafa- és fonottáruk gyártását foglalja magában. Az 1950–2000 közötti időszakban hozták létre a forgács- és farostlemezek gyártási kapacitását, amelyekkel a bútor- és az épületasztalos-ipar számára teremtettek új anyagtípust. A nagyarányú állami lakásépítések szükségessé tették a tömeggyártás meghonosítását mind az épületasztalos-ipari, mind a bútoripari termékek előállításában. Ehhez nagyvállalatokat alapítottak. Az 1990-es évek végén ezek felbomlottak és – a könnyűipar más alágazataihoz hasonlóan – kisebb vállalatokká szerveződtek. Egyidejűleg a technikai-technológiai folyamatok fejlődésével jelentős minőségi átalakulás is bekövetkezett.

### Papíripar[15]

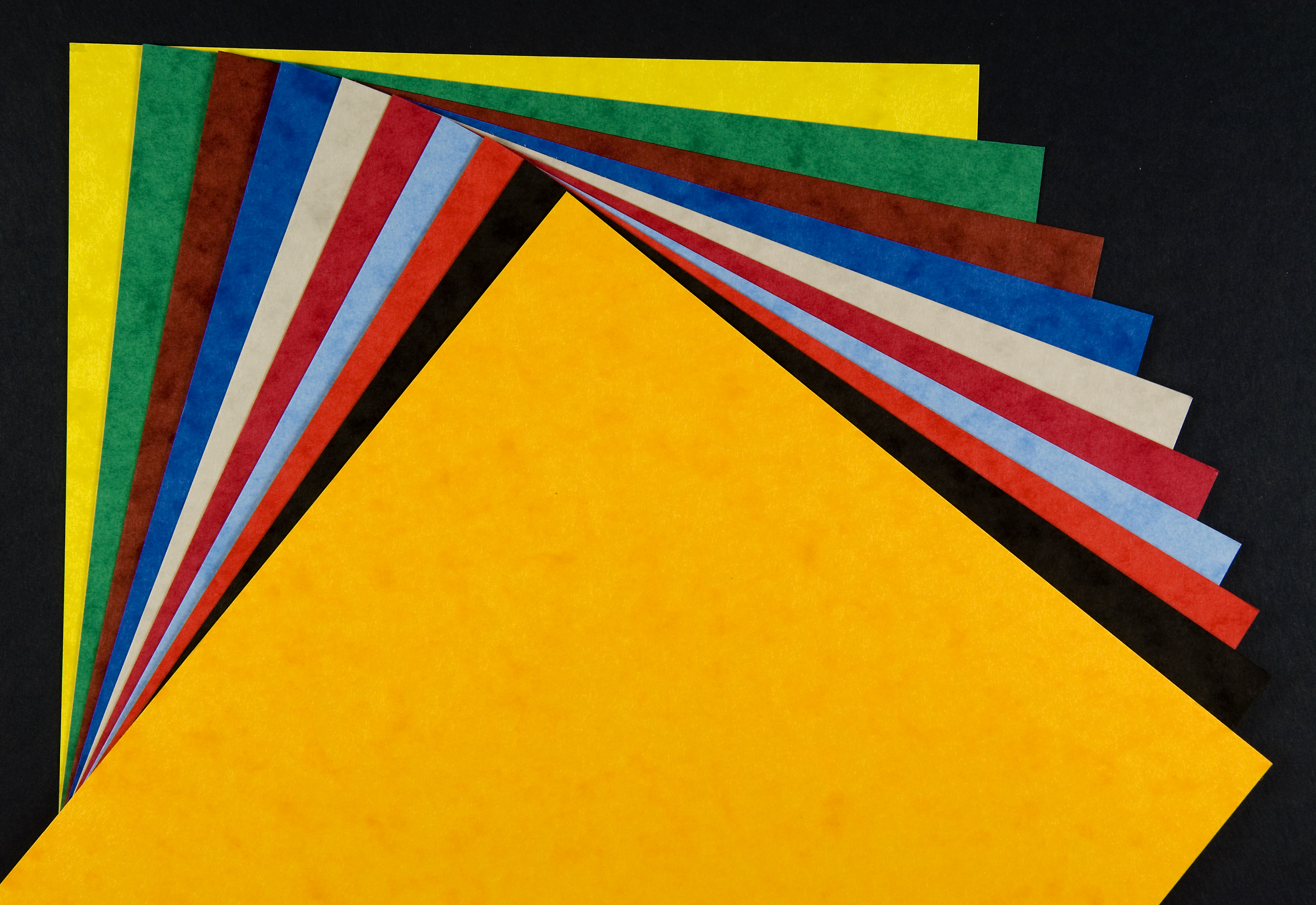

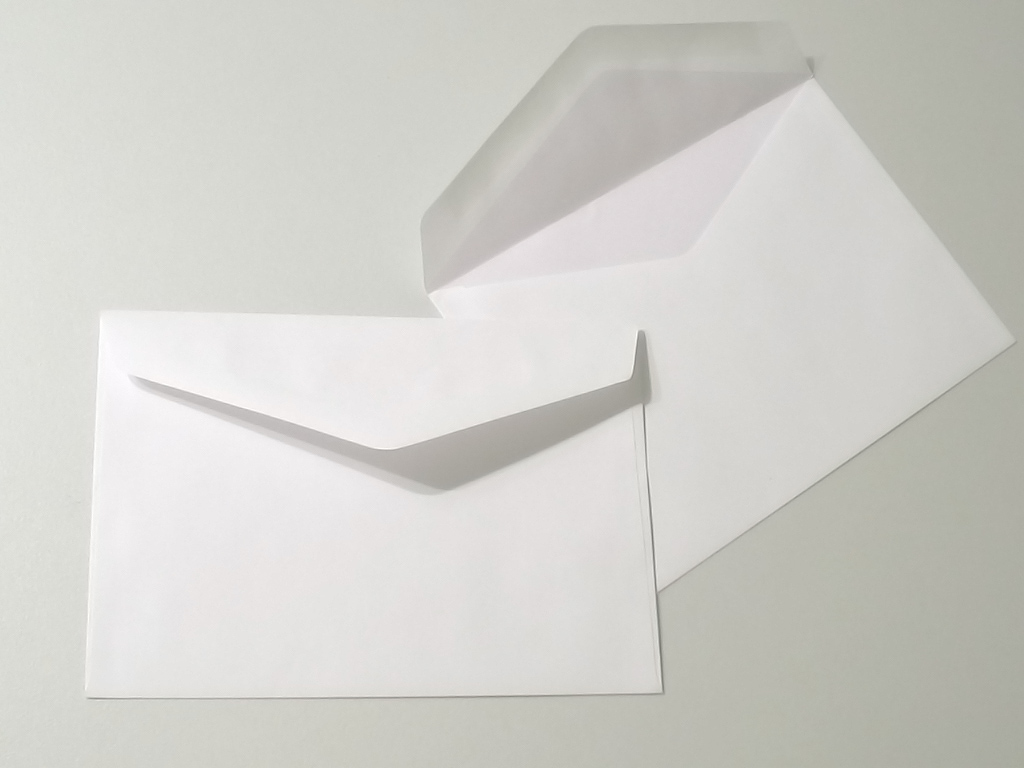

A papíripar fogalomkörébe a papíripari rostanyag előállítását, magát a papírgyártást, valamint a papírtermékek (csmagolóeszközök, háztartási és egészségügyi papírtermékek, irodai papíráruk, papírtapéták, kartontermékek stb.) gyártását sorolja az iparstatisztika.
A második világháború előtt hazánkban 10 nagy papírgyár működött, amelyek nagy részét az 1920-as években alapították. A háború után a korábbi kis papírfeldolgozó üzemeket hat nagyvállalatba csoportosították, amelyek mindegyike sajátos profillal rendelkezett. 1963-ban ezekből hozták létre a Papíripari Vállalatot. Az 1989-ig tartó időszakban jelentős fejlesztések is történtek. Az ezt követő politikai és gazdasági rendszerváltás és a privatizáció során a papírgyárak zöme részben vagy teljesen külföldi tulajdonba mentek át. A bankjegypapírokat és biztonsági papírokat gyártó Diósgyőri Papírgyár a Pénzjegynyomda Zrt. tulajdonába került, a Fűzfői Papírgyár tulajdonjogát az ott dolgozók szerezték meg, de 2006-ban felszámolás alá került. Soroksáron egy nagy, külföldi tulajdonban levő hullámtermék-gyártó és -feldolgozó üzem épült fel zöldmezős beruházásként.

### Nyomdaipar[16][17]

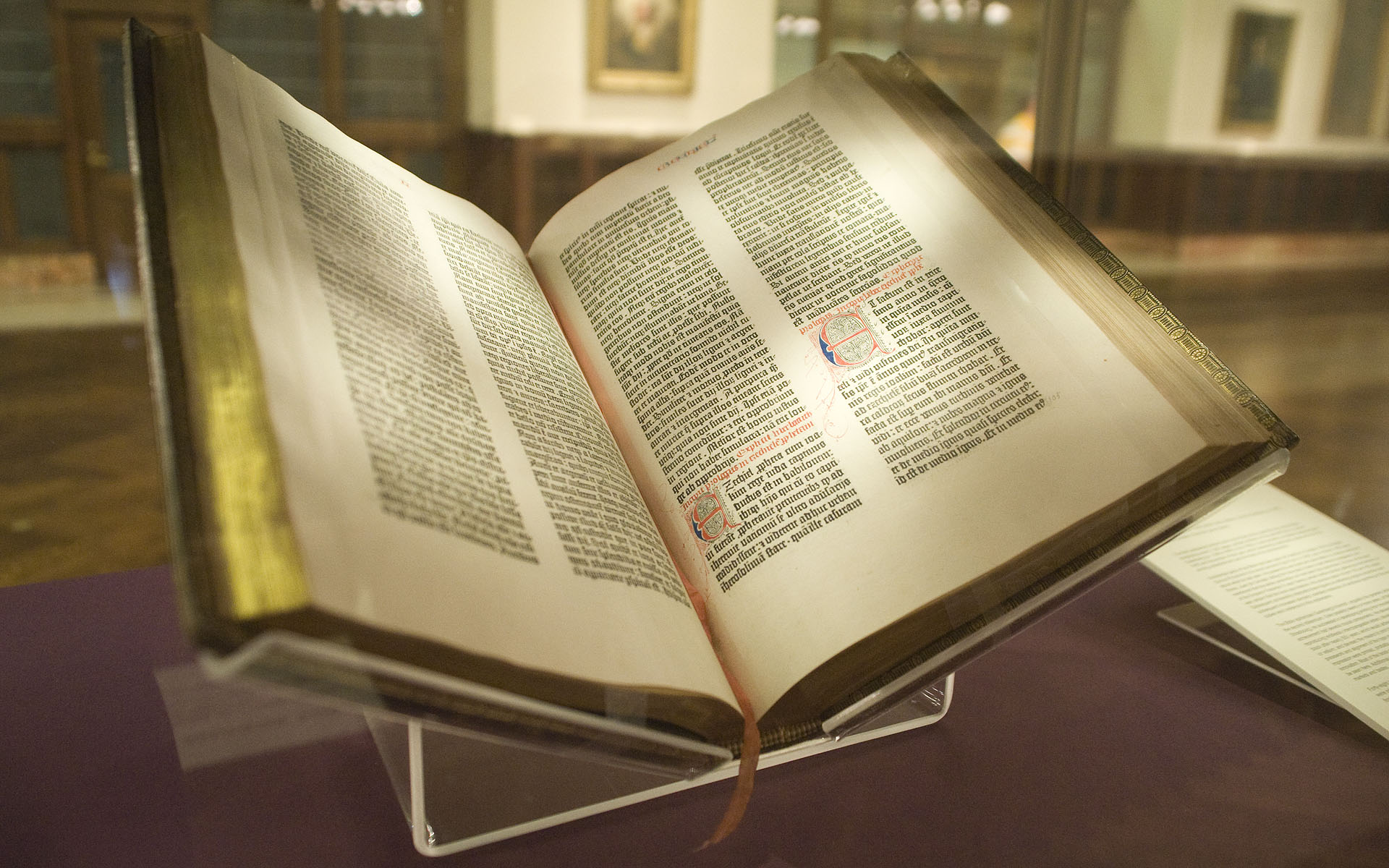

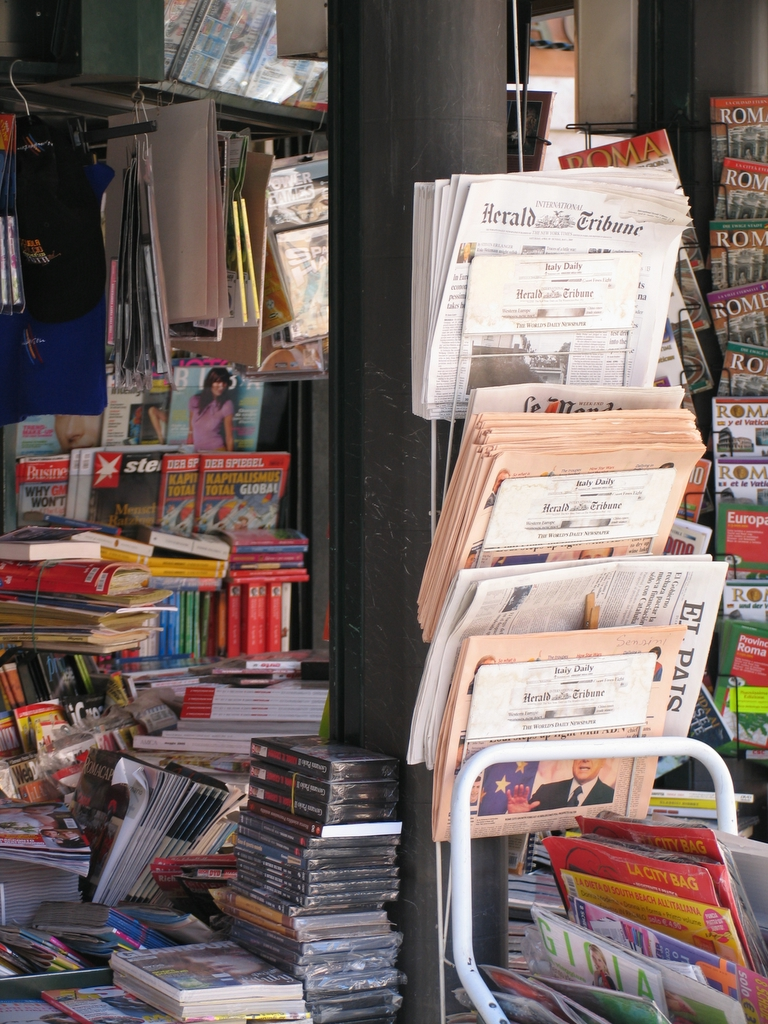

A nyomdaipar ma nyomdai tevékenység néven szerepel az iparstatisztikában és magában foglalja a szorosan vett nyomtatás mellett a könyvkötést és az ehhez kapcsolódó egyéb tevékenységeket is. 
A második világháború a magyar nyomdaipart is teljesen tönkretette. A háború után nagy hangsúlyt fektettek a helyreállítására és az 1948 évi államosítás után 22 nagy nyomdaipari vállalatot hoztak létre, szintén államosították a nagy könyvkiadókat, 1949-ben pedig államosították a kis- és középüzemet is. Az ezt követő évtizedekben nem sok korszerűsítést hajtottak végre, de az 1970–1980-as években nagy nyomdaipari rekonstrukcióra került sor, aminek eredményeként a hazai nyomdaipari technológia jelentősen fejlődött.
Az 1987–1991 között a nyomdaipari termékek iránti kereslet nagymértékben megnőtt és egyre-másra alakultak új vállalatok, de az ezt követő években – néhány éves ciklusokban – mind a piaci helyzet alakulásában, mind a nyomdaipar teljesítményében és a foglalkoztatottak számában erős ingadozások mutatkoztak. Ebben szerepet játszott a gazdaságpolitika és az állami szabályozás, a tulajdonviszonyok átalakulása, a műszaki–technikai átalakulás, a kereslet-kínálat hullámzása, a munkaerő-helyzet stb. Napjainkban a digitális nyomtatás elterjedése hoz jelentős mértékű átalakulást a nyomdaiparban. Az előrejelzések szerint a kisebb szolgáltatóknál a digitális nyomtatás, a nagyobb cégeknél az ofszet nyomtatás technológiája lesz a jellemző.

### Kézműipar

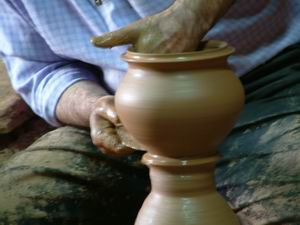

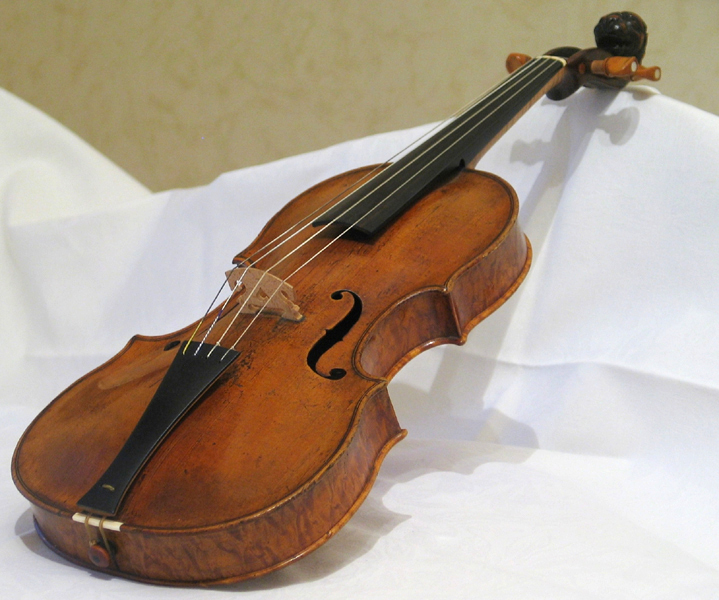

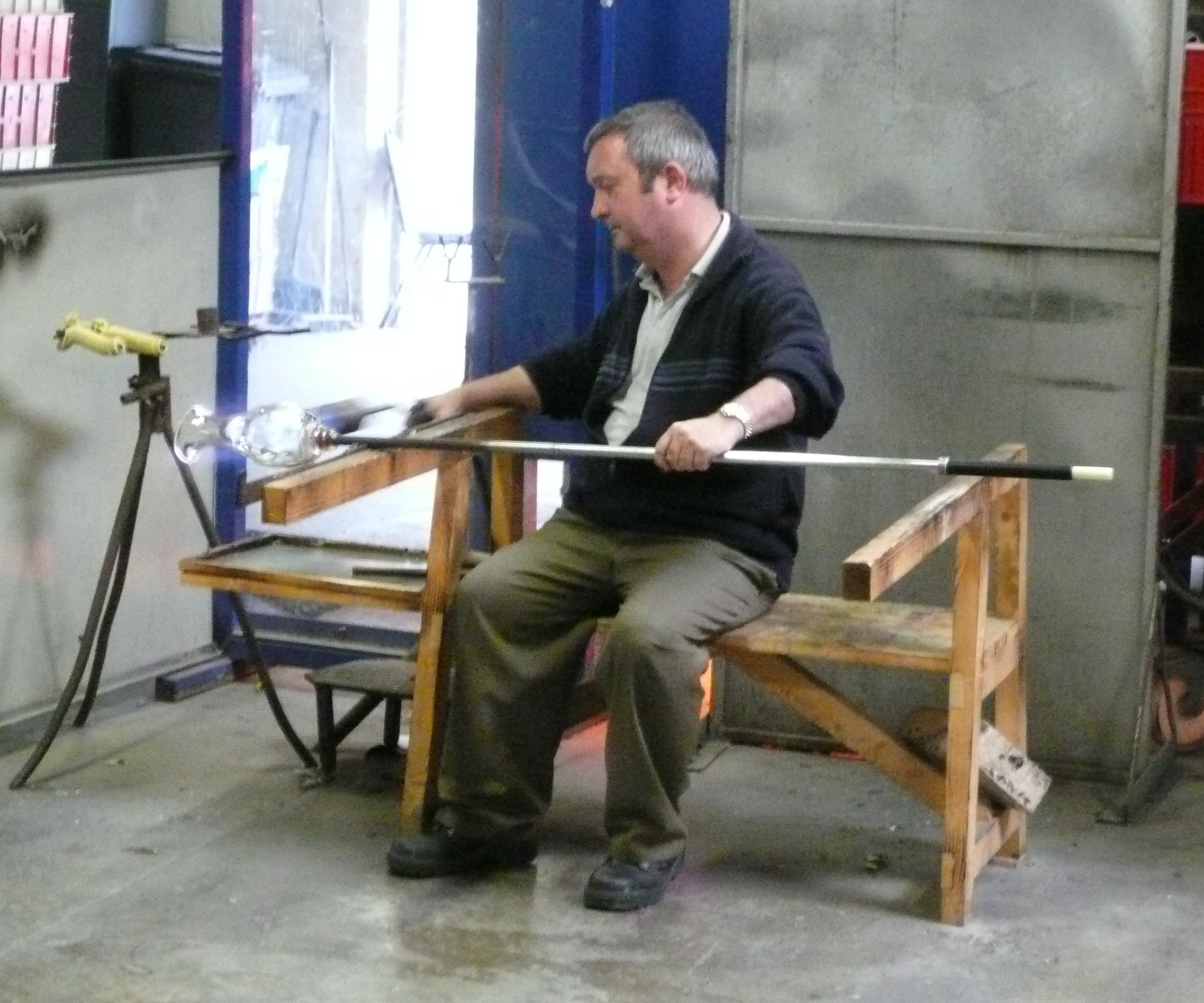

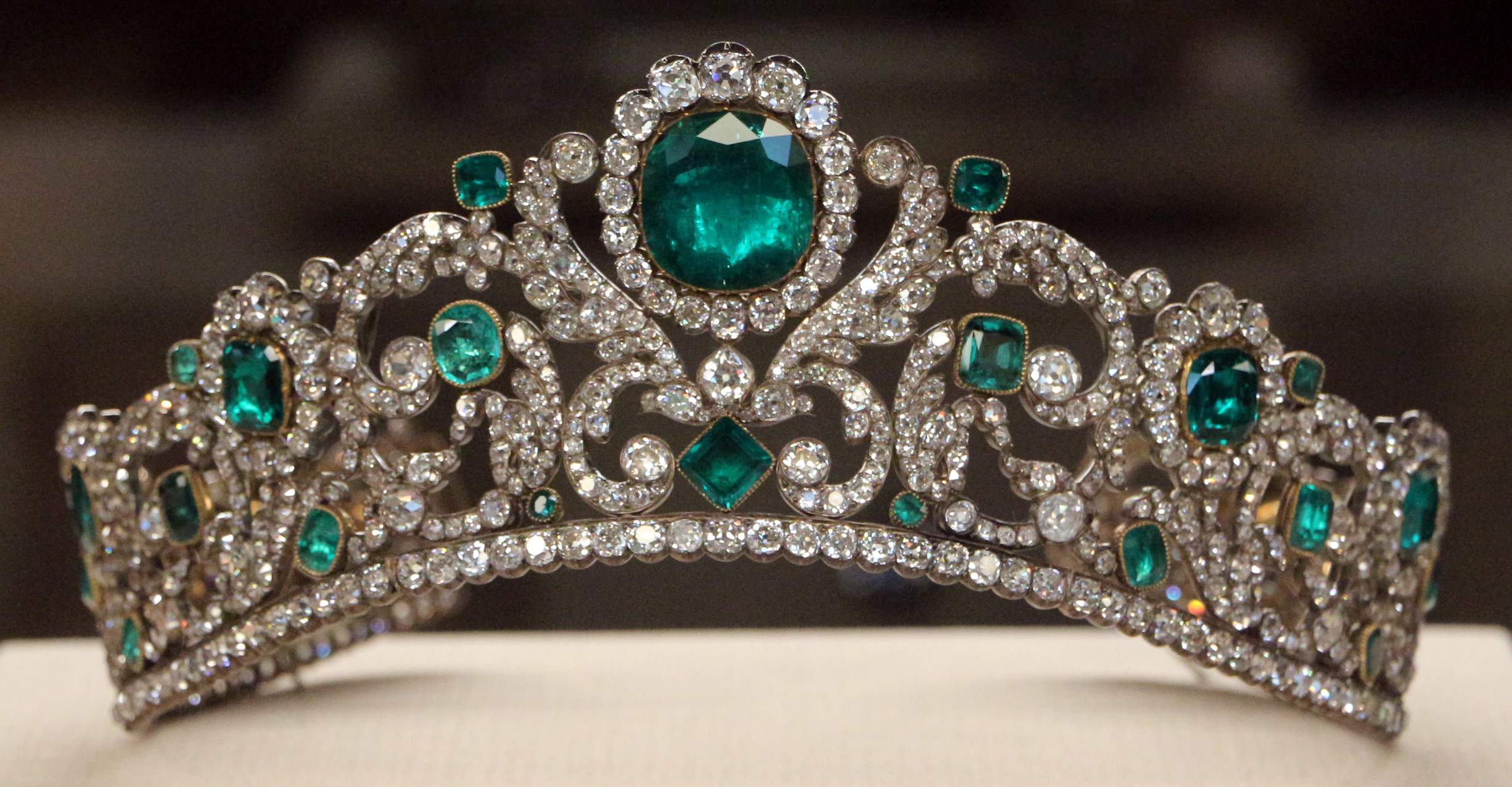

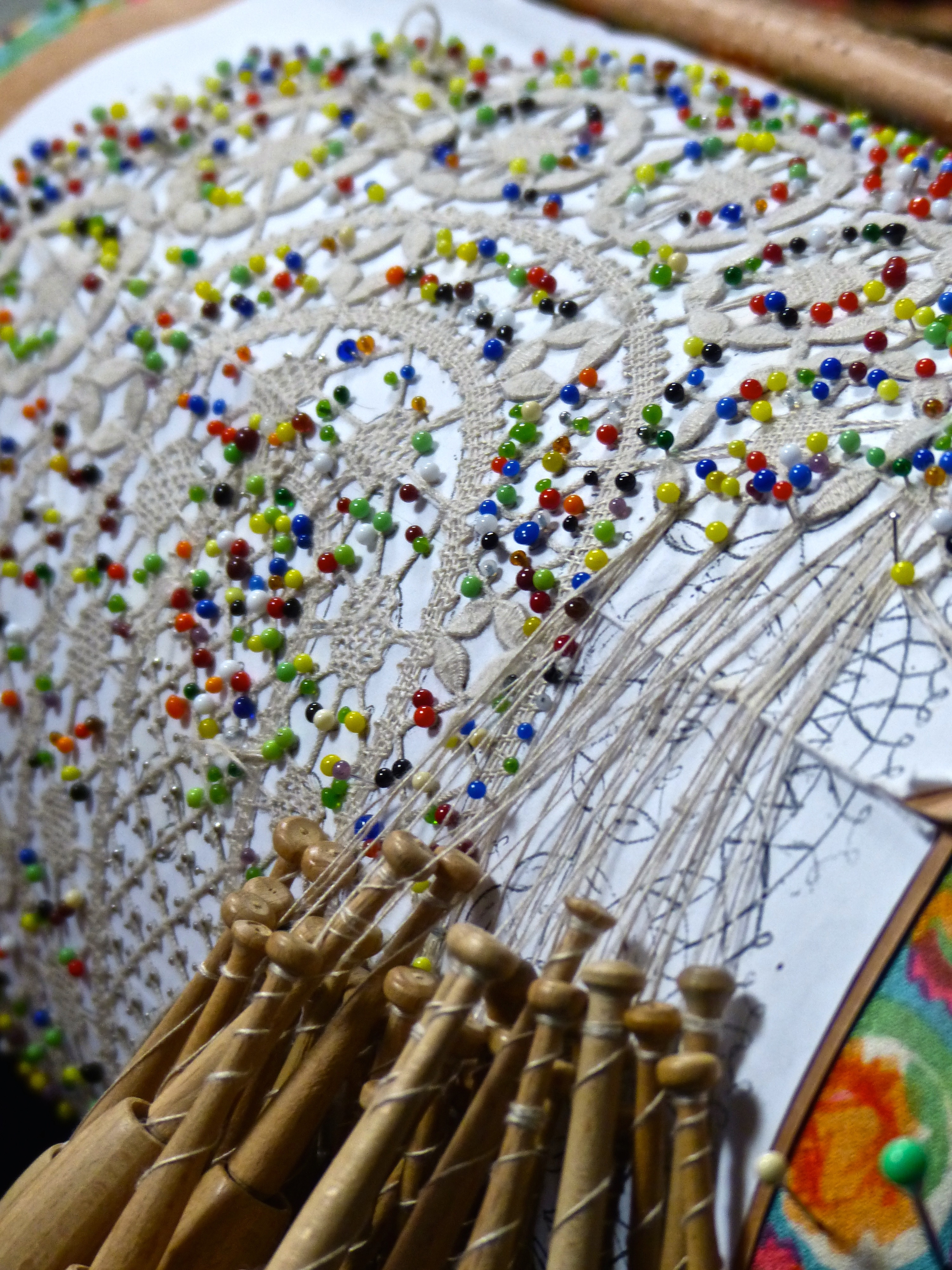

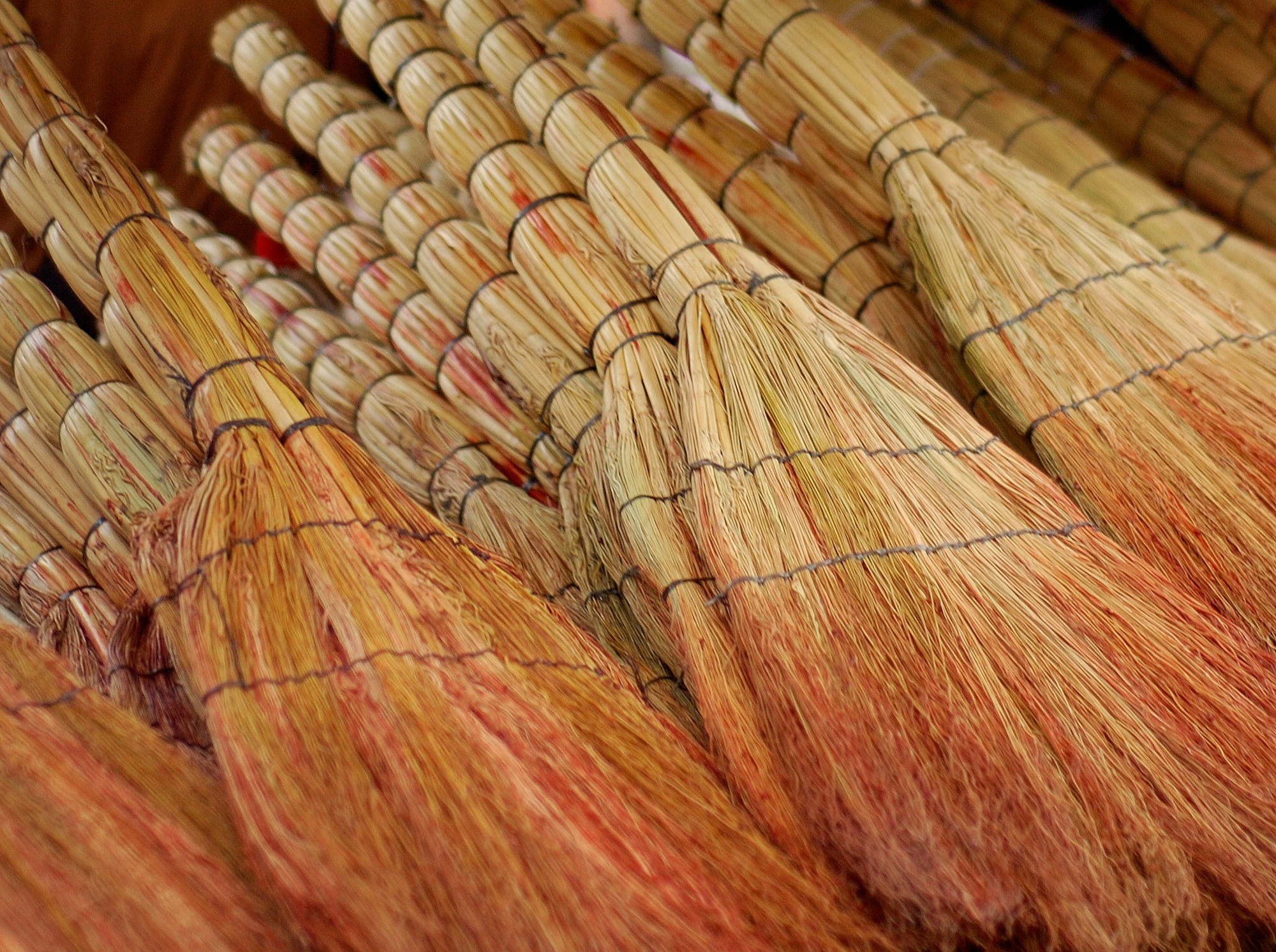

Olyan tevékenységet, amely a kézműipar elnevezés alá lenne besorolható, nem tart nyilván a jelenlegi iparstatisztika.
A Révai nagy lexikona szerint a kézműipar „az ipari termelésnek az az ága, mely termelését segédszemélyzet korlátolt számával és kisebb gépek igénybevételével végzi”.
Az 1999. évi CXXXI. törvény a gazdasági kamarákról így fogalmaz: „Kézműipari tevékenység: az a tevékenység, amely a gazdálkodó szervezet vagyonának, forgalmának mértékét, üzemméretét, alkalmazottainak számát és szakképesítését, a termelő, a kereskedelmi, illetve a szolgáltató tevékenység jellegét, a gazdálkodó szervezet tagjának a munka végzésében való személyes közreműködését figyelembe véve a kézműipari szakmák jegyzékébe került felvételre, ideértve a művészi kézművességet is”.
A kézműipari foglalkozásokat a Foglalkozások egységes osztályozási rendszere (FEÁOR) a következőképpen csoportosítja:
- címfestő,
- ékszerkészítő, ötvös, drágakőcsiszoló,
- keramikus,
- üveggyártó,
- hangszerkészítő,
- szőr- és tollfeldolgozó,
- nád- és fűzfeldolgozó, seprű-és kefegyártó,
- textilműves, hímző, csipkeverő,
- egyéb kézműipari foglalkozású tevékenység.

A kézműipari tevékenységekre az jellemző, hogy a terméket konkrét megrendelő számára, egyedileg állítja elő és ehhez saját maga szerzi be az anyagokat, vagy a megrendelő biztosítja azokat vagy azok egy részét. Ma szakképzettséghez kötött tevékenység, de idetartozik a szakképesítéshez nem, de engedélyhez kötött háziipari tevékenység is. Jellegénél fogva – különösen egyes szakmákban – szorosan kapcsolódik a népművészethez is.